# Évangéliaire irlandais de Saint-Gall
L'Évangéliaire irlandais de Saint-Gall appelé aussi Livre de Saint-Gall est un manuscrit enluminé de type insulaire contenant les évangiles datant du VIIIe siècle ou au début du IXe siècle. Il est actuellement conservé à la Bibliothèque de l'abbaye de Saint-Gall (Cod. Sang. 51).

## Historique
En 612 Gall de Suisse, un moine irlandais sur la route de l'Italie fonde un ermitage, qui devient l'abbaye de Saint-Gall un siècle plus tard. L'abbaye continue pendant longtemps par la suite à entretenir des rapports avec le monachisme irlandais, de nombreux moines s'arrêtant à l'abbaye sur leur route vers Rome ou l'abbaye de Bobbio fondée elle par saint Colomban. Le plus ancien catalogue de la bibliothèque, qui date de la deuxième moitié du IXe siècle, répertorie ainsi plus de 30 manuscrits insulaires. 15 manuscrits ou fragments de manuscrits insulaires sont toujours conservés par l'abbaye. 
Le manuscrit 51 est le plus complet de ces 15 manuscrits. Sa date de réalisation est encore débattue entre le milieu du VIIIe siècle ou au début du IXe siècle. Il est sans doute arrivé à Saint-Gall au cours de ce dernier siècle. Il provient d'un scriptorium irlandais ou d'une colonie irlandaise du continent. 

## Description
Le manuscrit est écrit en majuscule de type insulaire. Il contient 7 miniatures en pleine page avec 4 portraits d'évangéliste chacun en face d'une page de lettrines, une page tapis avec une croix face du Chi-rho de l'Évangile selon Matthieu, une crucifixion du type Christ triomphant et une représentation de l'Ascension ou de l'Avènement du Christ. Il contient par ailleurs de nombreuses lettrines ornées tout au long du texte. 

"
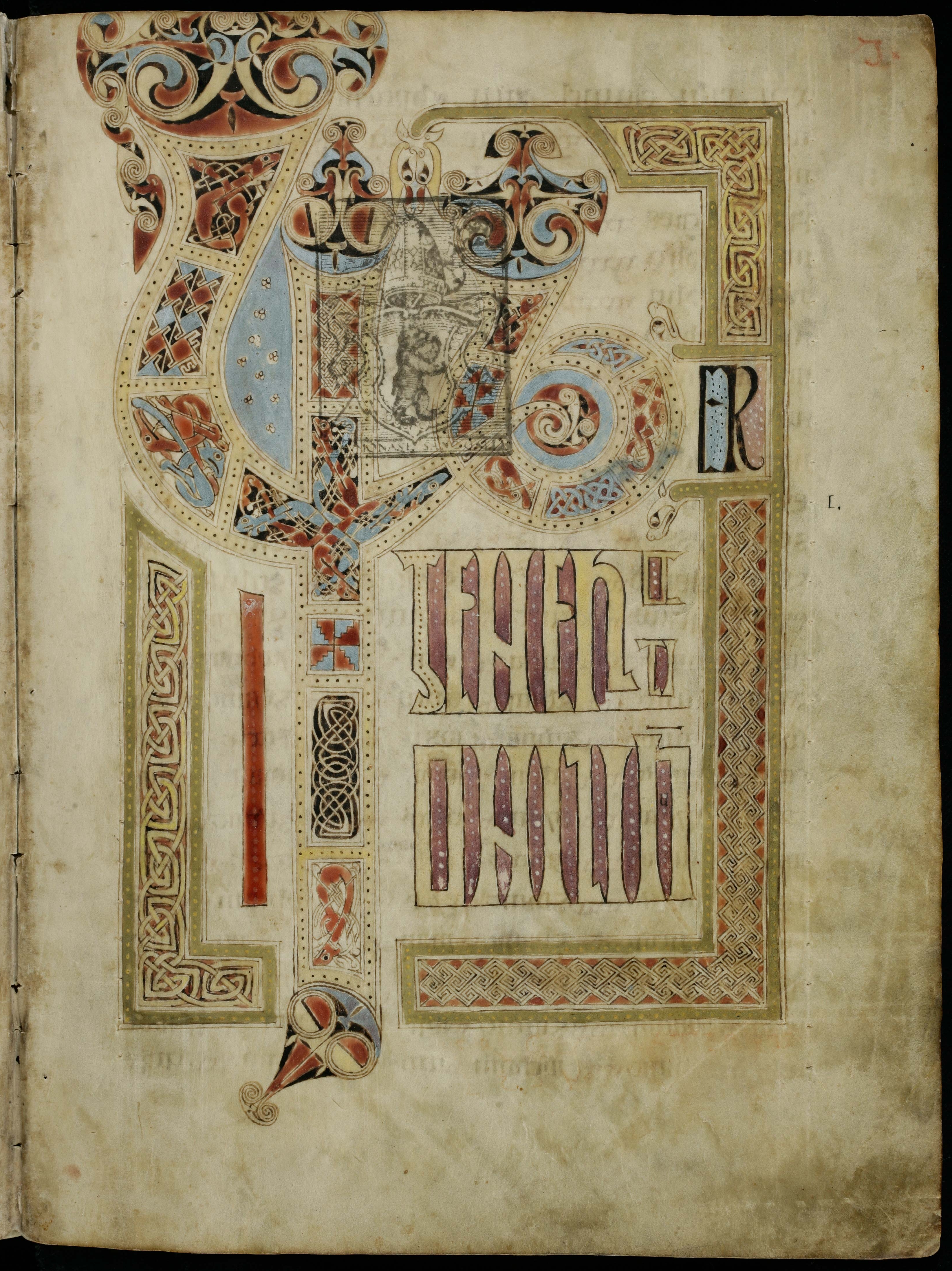
Lettrines « Liber Generationis », p. 3
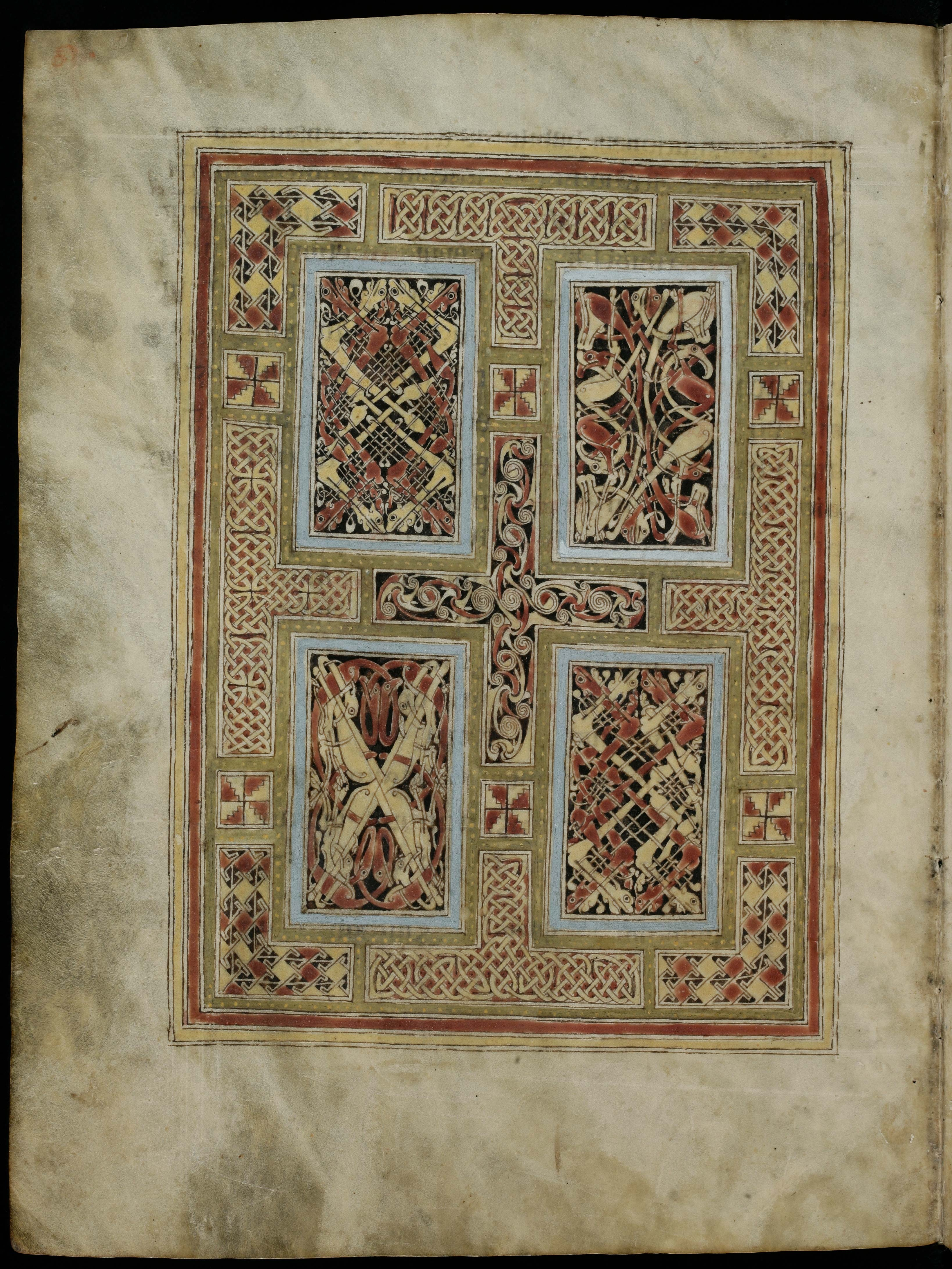
Page tapis, p. 6
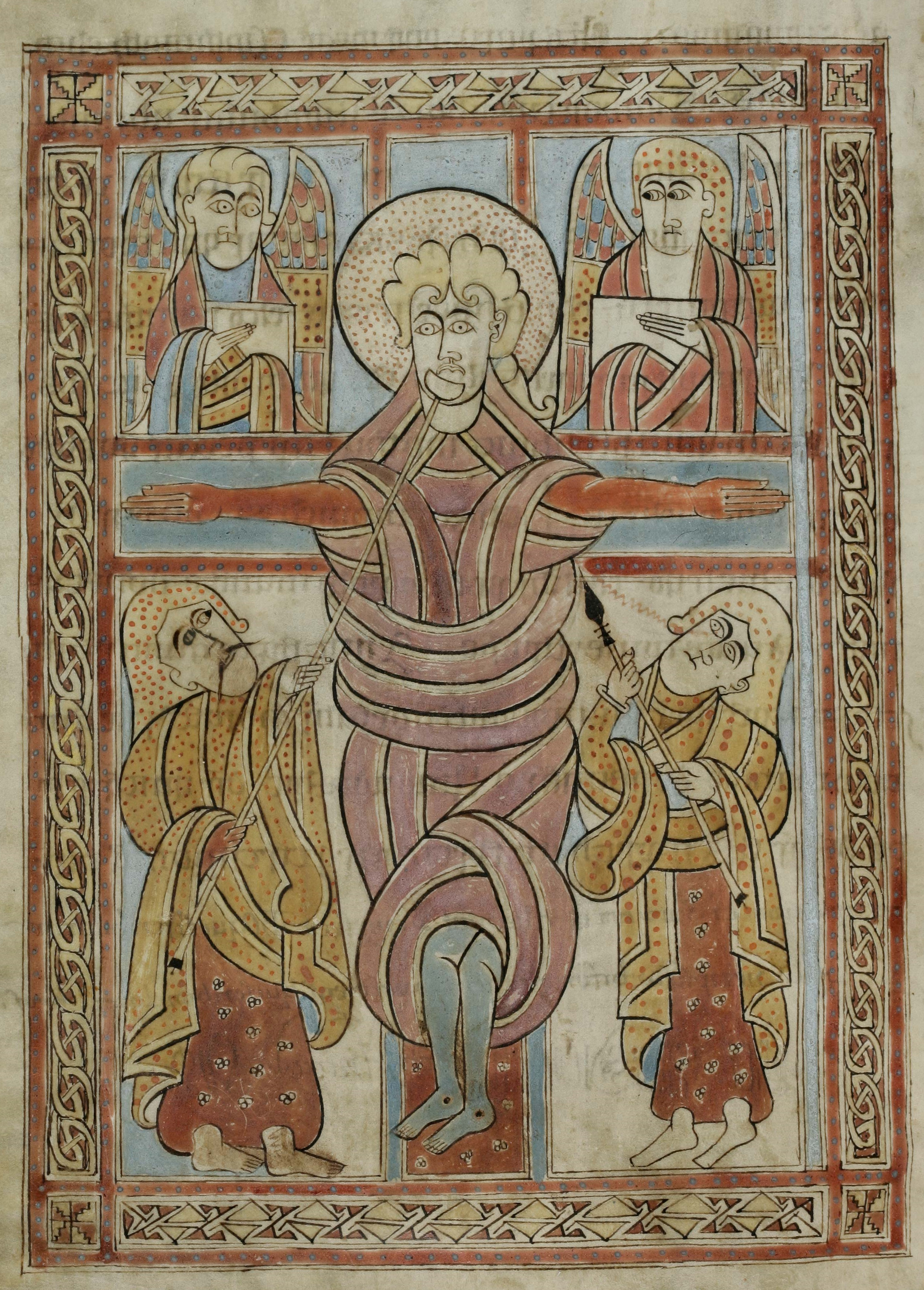
Crucifixion, p. 266